# 생강
생강(生薑)은 생강과에 속하는 여러해살이풀로서, 학명은 zingiber officinale이다. 새앙, 새양이라고도 한다. 동남아시아가 원산지이다.

## 생강의 주요 성분 및 효능
생강은 특유의 향기와 매운 맛이 나는데 매운 맛은 진저롤(Gingerol)이라는 성분 때문이다. 수분함유량은 86%정도이며 다량의 무기질을 함유하고 있다. 건위발한(建胃發汗)에 효능이 있어 말린 생강은 한약재로도 쓰인다. 생강은 쇼가올(Shogaol)및진저론(Zingerone)이라는 성분도 함유하고 있다.

### 효능
몸을 따뜻하게 해주어 감기 예방에 탁월하며, 혈관에 쌓인 콜레스테롤을 몸 밖으로 배출해 동맥경화나 고혈압 등 성인병 예방과 수족냉증, 복부냉증 해소에 도움이 된다. 이뇨작용을 도와 부기 제거에 효과적이다.

## 생강의 선별 기준
좋은 생강은 크기와 모양이 일정하고 섬유질이 적으며 연하고 싱싱하다. 한국 요리에 적당한 생강은 황토흙에서 재배한 재래종으로 단단한 육질에 굵은 발(붕아)이 6,7개 정도 있으며 껍질이 잘 벗겨지고 고유의 매운 맛과 향기가 강한 것이 좋다.

## 생강의 쓰임새
감기 초기에는 생강차를 만들어 마시면 효과가 있고 가래 제거에는 묵은 생강을 은박지에 싸서 약한 불로 까맣게 될 때까지 찜구이로 하고 뜨거운 물을 부어 마시면 치료 효과가 있다. 편도선염이나 기관지염에는 묵은 생강을 갈아 가제에 넓고 길게 펼쳐서 목에 감아 주면 효과가 있다. 관절염이나 류머티즘, 요통,견비통,어깨 결림에 온습포 해주면 통증이 호전이 된다. 생강잎은 적당히 썰어 헝겊주머니에 담아 욕조에 넣고 목욕하면 근육통이 있는 사람에게 효과가 있으며 피로를 풀어 준다.

## 사진

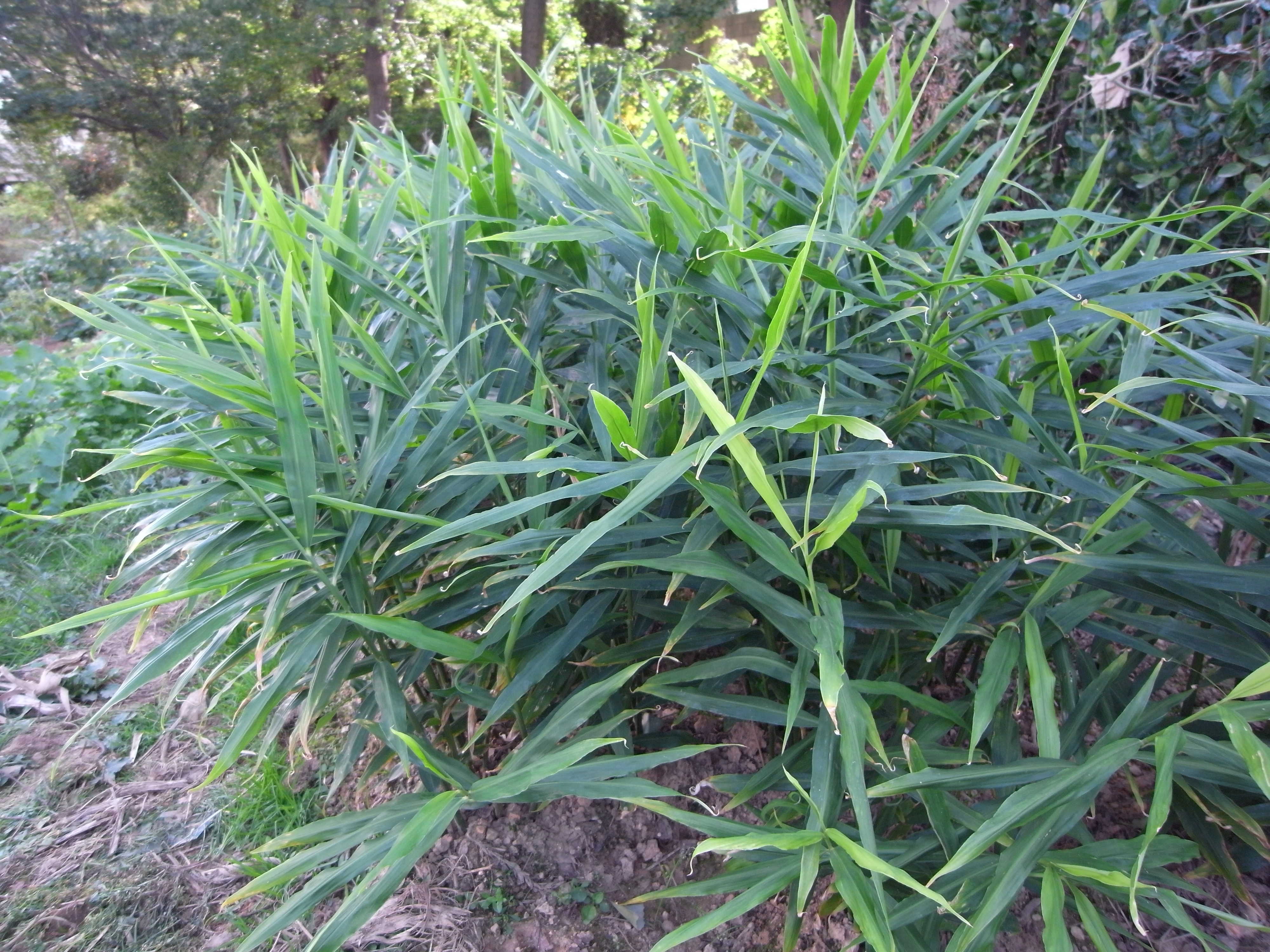
전체 모습
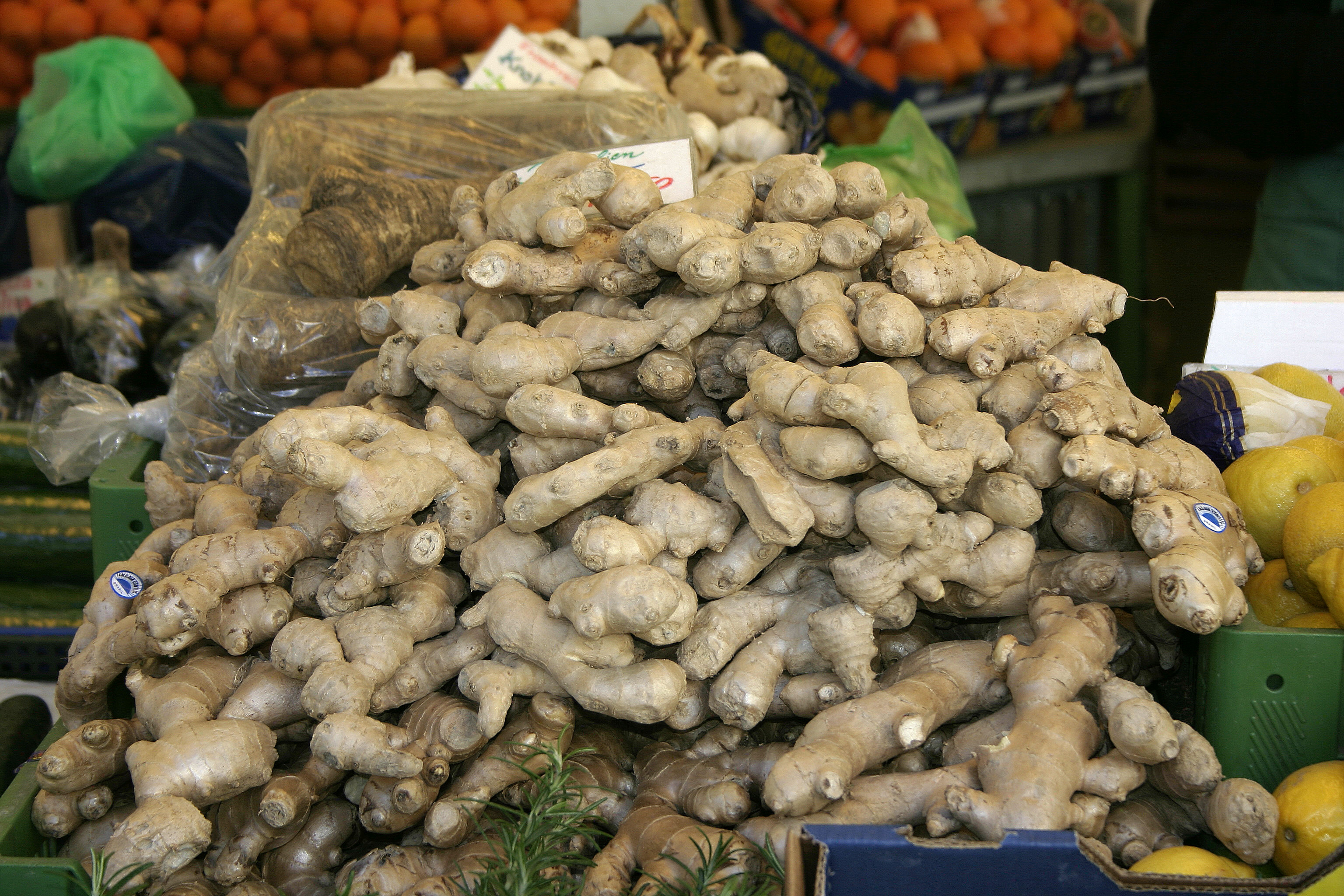

- 뿌리(=생강)
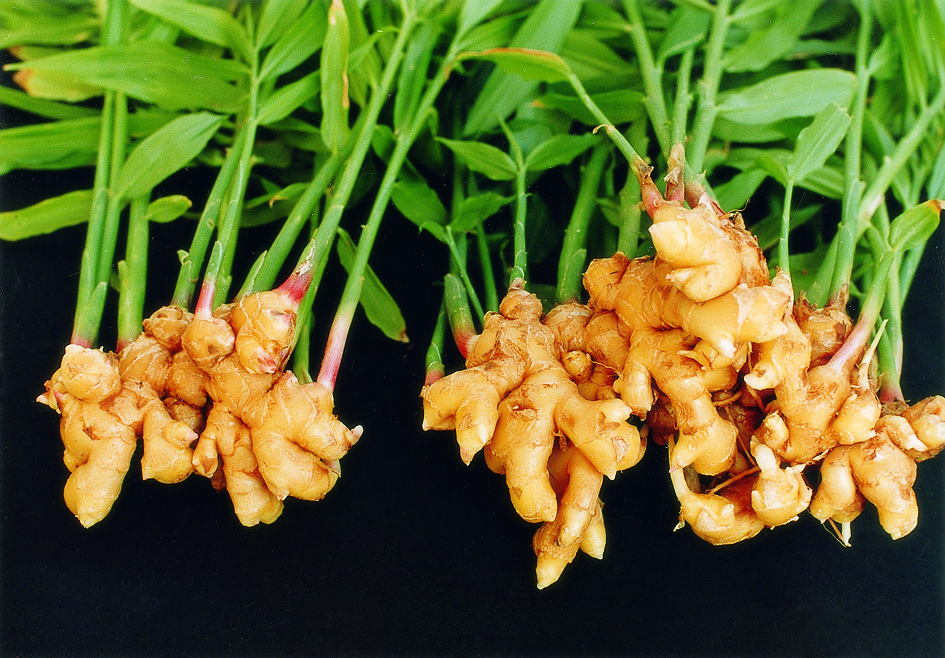
생강
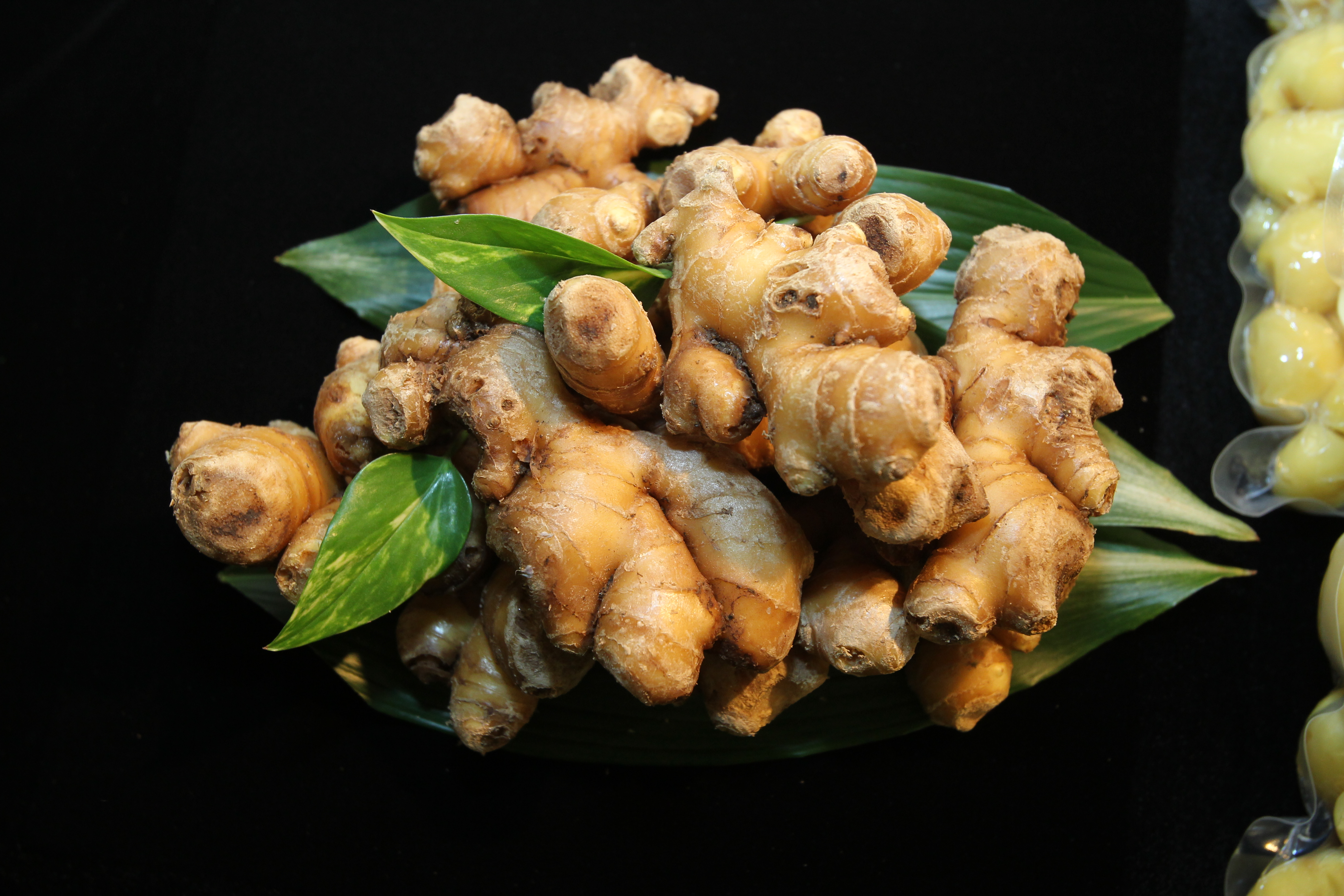
생강

## 참고 문헌
- 《김치(빛깔있는 책들 시리즈)》 (글: 이춘자,김귀영,박혜원 / 사진: 배병석), 대원사[쪽 번호 필요]
- 《정말 우리가 알아야 할 우리김치 백가지》 (한복려), 현암사[쪽 번호 필요]